# Hotel Salvador
El Hotel Salvador es un edificio ubicado en la esquina de las avenidas Zaragoza e Hidalgo en el centro histórico de la ciudad de Torreón, en el estado de Coahuila, México y fue construido ex profeso para funcionar como hotel en un estilo ecléctico de tipo Victoriano por el ingeniero Federico Wulff a principios del siglo XX. Fue uno de los primeros edificios de gran tamaño que se construyeron en la ciudad.

## Historia
En 1887, Andrés Eppen, representante de los dueños de los recién adquiridos terrenos del rancho de Torreón, le econmendó al Ingeniero Federico Wulff el trazo de algunas cuadras urbanas tomando como origen el cruce de vías del Ferrocarril Central con el Ferrocarril Internacional. En enero de 1888 comenzó la venta de los terrenos y el 22 de marzo de 1888, el coronel Carlos González Montes de Oca compró la manzana número seis con todos sus lotes donde construyó bodegas, oficinas y una casa. Alrededor de 1901 el Ingeniero Wulff decidió establecerse en la villa de Torreón y el coronel González le encomendó la construcción de un hotel en el lote de la esquina de las avenidas Hidalgo y Zaragoza, con el objetivo de ofrecer un lujoso establecimiento de hospedaje de tipo Europeo a los industriales, hacendados y ricos comerciantes que visitaban la villa.  
En 1910, el historiador Italo-Mexicano Adolfo Dollero se hospedó en el hotel y escribió sobre su estancia en su crónica “México al día”, publicada en París en 1911. En ésta crónica da testimonio de los adelantos con los que contaba el hotel en esa época:

"...“Nos alojamos en el Hotel Salvador, verdadero palacio digno de una gran ciudad y provisto de todas las comodidades modernas: Luz eléctrica, timbres eléctricos, elevador hidráulico, en fin, todo el confort deseable. Nos parecía que nos habíamos transportado a Nueva York o a Chicago”.

A finales de 1915 Venustiano Carranza decidió emprender una gira en el norte del país con el fin de consolidar su gobierno. A mediados de octubre llegó a la ciudad de Torreón y se hospedó en el hotel Salvador donde el 19 de octubre de 1915 recibió un telegrama de Eliseo Arredondo, su enviado especial en Washington, anunciándole el reconocimiento de su gobierno por parte del gobierno de los Estados Unidos. El presidente Carranza dio a conocer la noticia a los pobladores de la ciudad con un discurso pronunciado desde el balcón del hotel.

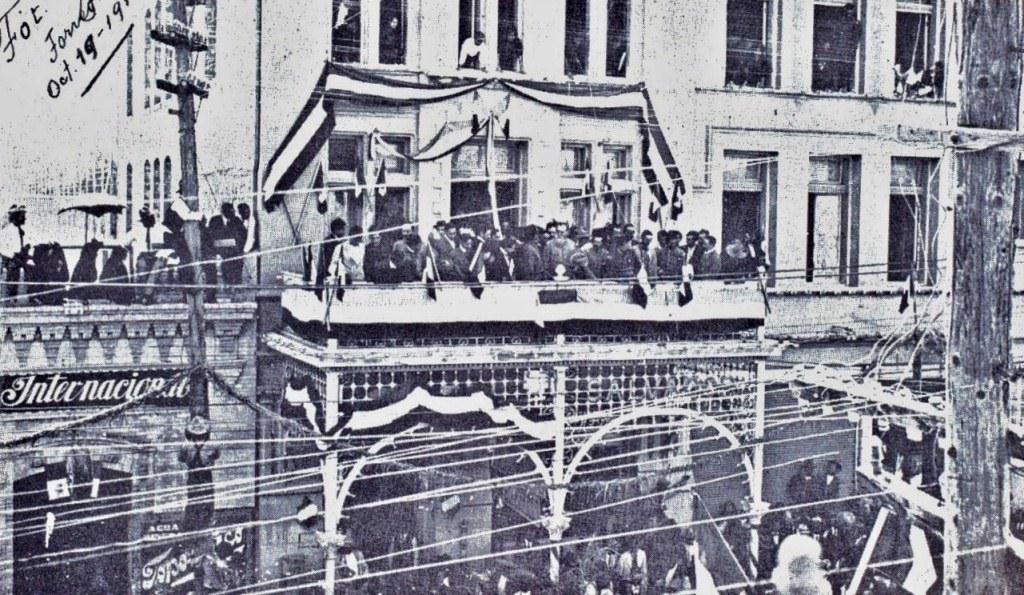
Venustiano Carranza pronunciando su discurso en el balcón del hotel el 19 de octubre de 1915

## Patrimonio Cultural de Torreón
El 25 de abril del año 1996 el Ayuntamiento de Torreón publicó en la Gaceta Municipal el reglamento de protección y conservación de los edificios y monumentos que integran el patrimonio cultural de Torreón, Coahuila. En el artículo 4.º se enlistan los edificios y monumentos que por su valor artístico, arquitectónico e histórico integran el Patrimonio Cultural de Torreón. En la lista menciona al edificio del Hotel Salvador, ubicado en la esquina Sureste del cruzamiento de las calles Zaragoza Sur y A v. Hidalgo Poniente 